# Анобор
Анобор (пољ. Annobór) је село у Пољској које се налази у војводству Лублинском у повјату Лубартовском у општини Лубартов.
Од 1975. до 1998. године ово насеље се налазило у Лублинском војводству.